# Alex Ruoff
Alexander Marc "Alex" Ruoff (Hamilton, Ohio, 29 de agosto de 1986) es un jugador de baloncesto estadounidense que forma parte de la plantilla de Brose Bamberg de la Basketball Bundesliga.

## Trayectoria deportiva
Formado en la Universidad de West Virginia, dejó para la historia el récord de más triples anotados en un encuentro (9 ante Radford) y en triples totales anotados (261). 
A su paso por el profesionalismo, estuvo varias temporadas en Bélgica (Lieja y Ookapi All-Stars) y en dos temporadas ha defendido los colores del BG 74 Göttingen alemán, equipo para el que ha promediado la temporada 2014/15 unos notables 14,8 puntos, 4,1 rebotes y 5,1 asistencias.
El 13 de enero de 2021, firma hasta el final de la temporada por el Brose Bamberg de la Basketball Bundesliga.